# Pachybrachis rugifer
Pachybrachis rugifer is een keversoort uit de familie bladkevers (Chrysomelidae). De wetenschappelijke naam van de soort werd in 1904 gepubliceerd door Abeille.